# Торезен, Анна Магдалина
Анна Магдалина Торезен (дат. Anne Magdalene Thoresen), урождённая Краг (Kragh; 3 июня 1819, Фредерисия, Дания — 28 марта 1903, Копенгаген) — датско-норвежская писательница.
Родилась в бедной семье шкипера. У родителей не было денег на её содержание, родилась она вне брака, поэтому всё детство она провела с бабушкой. В 14-летнем возрасте, когда бабушка умерла, вернулась к родителям и жила у них на протяжении шести лет. С детских лет отличалась независимым характером, любила читать и писала стихи. В 20-летнем возрасте окончила учительские курсы в Копенгагене, а в 1842 году переехала в Норвегию, где стала гувернанткой в семье пастора Ханса Конрада Торезена в Херёе, Суннмёр. Благодаря ему она хорошо ознакомилась с жизнью норвежских крестьян и полюбила суровую норвежскую природу, которую изображала многократно в своих рассказах. Через год вышла за него замуж и переехала с ним в Берген. В браке с ним она прожила почти 17 лет и родила четверых детей, при этом у её мужа было пятеро детей от первого брака, в том числе Сюзанна, ставшая впоследствии женой Генрика Ибсена, на которую Магдалина оказала большое влияние.
С 1844 по 1861 год дом Торезенов был одним из мест встреч бергенских интеллектуалов. Сама Магдалина жила достаточно свободно: в 1850 году стала соучредителем Норвежского театра, участвовала в национальном и феминистском движениях, под псевдонимами писала театрально-критические статьи и несколько пьес, стихи в стиле романтизма. В 1853 году ездила в Копенгаген, впоследствии путешествовала по Европе. После смерти мужа в 1858 году прожила несколько в Бергене, затем переехала в Копенгаген. В 1860-х годах некоторое время жила в Христиании, после чего вновь вернулась в датскую столицу. В 1871 году предприняла поездку по западу Норвегии, в 1884—1885 годах жила в Финнмарке. Была похоронена на кладбище Ассистенс в Копенгагене. Норвежский писатель Бёрнстьерне Бёрнсон некоторое время был её любовником, но впоследствии порвал с ней из-за разницы в возрасте и женился, чем Магдалина была сильно опечалена и «отомстила» ему новеллой «Min Bedstemoders Fortælling», где описала отношения зрелой вдовы и молодого человека.
Наиболее известные из повестей её авторства: «Fortoelliuger», «Signes Historié» (1864; о быте крестьян западной Норвегии, считающаяся главным её произведением и переведённая на многие языки), «Solen и Siljedalen», «Billeder fra Vestkysten af Norge», «Nyere Fortoellinger». Стихотворения Торезен («Digte af en dame») вышли вторым изданием в 1860 году. Она написала также драму «Et rigt Parti» (1870) и другие. Известны также её анонимные драматические произведения: пьеса «Et Vidne» (1852), одноактная пьеса «Kongedatterens Bøn» (1853), водевиль «Hr. Money» (1855). Они имели большой успех на сцене, но никогда не публиковались, оставшись в рукописи.
Похоронена на кладбище Ассистенс в Копенгагене.